# C/2023 A3 Tsuchinshan-ATLAS
C/2023 A3 Tsuchinshan-ATLAS è una cometa non periodica scoperta il 9 gennaio e il 22 febbraio 2023. La cometa è divenuta visibile ad occhio nudo nell'ottobre 2024.

## Origine della denominazione
Alla cometa è stato dato il nome C/2023 A3 Tsuchinshan-ATLAS derivante da: C/ (attribuita alle comete non periodiche), 2023 (anno della scoperta), A (lettera attribuita alle comete scoperte nei primi quindici giorni di gennaio), 3 (numero d'ordine di scoperta per le comete con la stessa lettera) e i nomi degli scopritori Tsuchinshan (le comete scoperte dall'Osservatorio della Montagna Purpurea sono state tradizionalmente chiamate col nome di Tsuchinshan) e ATLAS (acronimo derivante dal nome del programma di ricerca astronomica Asteroid Terrestrial-impact Last Alert System).

## Scoperta
La storia della scoperta di questa cometa è alquanto complessa. L'Osservatorio della Montagna Purpurea, situato in Cina, il 9 gennaio 2023 ha scoperto tramite la stazione d'osservazione XuYi (codice astronomico D29) una cometa che è stata inserita per il follow-up in una lista di oggetti appena scoperti da confermare e che necessitano di una migliore caratterizzazione dell'orbita; dopo una ventina di giorni senza altre osservazioni è stata rimossa dalla lista in quanto considerata persa (non più osservabile nel breve periodo). Il 22 febbraio 2023 veniva scoperta dal programma di ricerca astronomica ATLAS un'altra cometa, in seguito identificata con la precedente; nei giorni seguenti l'astronomo cinese Ye Quanzhi cercando immagini di prescoperta di questo oggetto celeste, ne scopriva alcune risalenti fino al 22 dicembre 2022.

## Orbita
La cometa ha un'orbita retrograda. Secondo le attuali effemeridi (marzo 2023) la cometa passerà al suo perielio attorno al 27 settembre 2024. La cometa ha una MOID col pianeta Terra di sole 0,275 u.a.: la distanza minima tra i due corpi celesti avverrà il 12 ottobre 2024 a 0,472 u.a. (pari a circa poco meno di settantuno milioni di km).

## Apparizione 2024

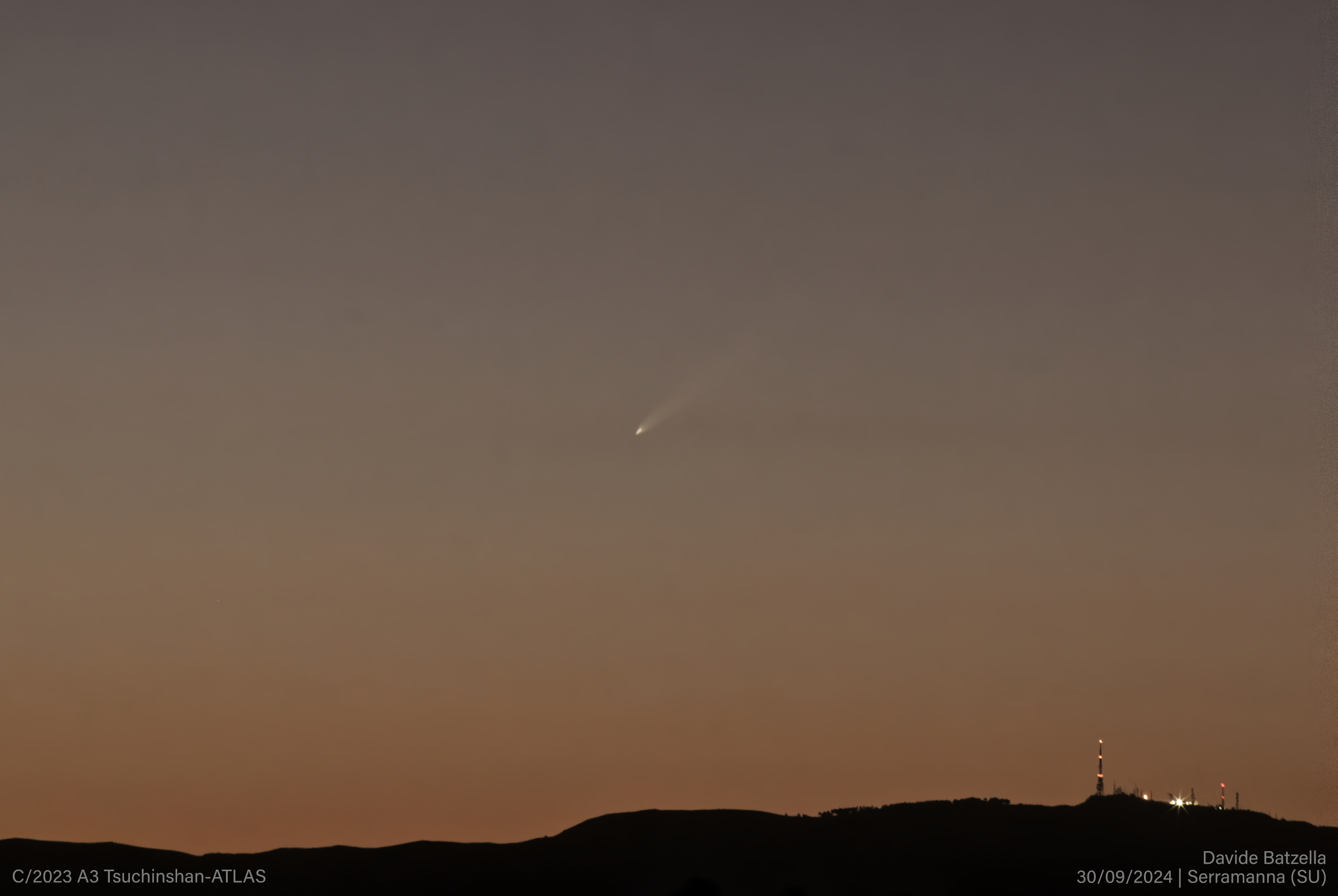
Cometa C/2023 A3 Tsuchinshan-ATLAS fotografata il 30 settembre 2024 da Serramanna (SU) dopo il perielio.

La cometa ha raggiunto la visibilità ad occhio nudo dopo il perielio, intorno alla metà di ottobre 2024, quando è divenuta visibile anche con la coda subito dopo il tramonto. La massima luminosità apparente, di -0,1m, era prevista tra il 2 ed l'8 ottobre 2024 quando la cometa è stata visibile di mattina con una declinazione leggermente australe, da metà ottobre 2024 invece di declinazione settentrionale e visibile di sera.
È bene inoltre ricordare che la previsione della luminosità delle comete è afflitta spesso da fattori imprevedibili ed incalcolabili, fattori che hanno causato nel passato, anche recente, cocenti delusioni delle aspettative del grande pubblico e meno frequentemente piacevoli sorprese.
Comunque, da osservazioni effettuate tra il 5 ed il 9 ottobre, si sarebbe verificato un improvviso outburst che ha portato la luminosità della cometa in magnitudine negativa (intorno a -2). Si è pertanto resa facilmente visibile anche ad occhio nudo con la coda anche da zone non perfettamente buie nel cielo serale, mezz'ora dopo il tramonto del Sole.

## Galleria d'immagini

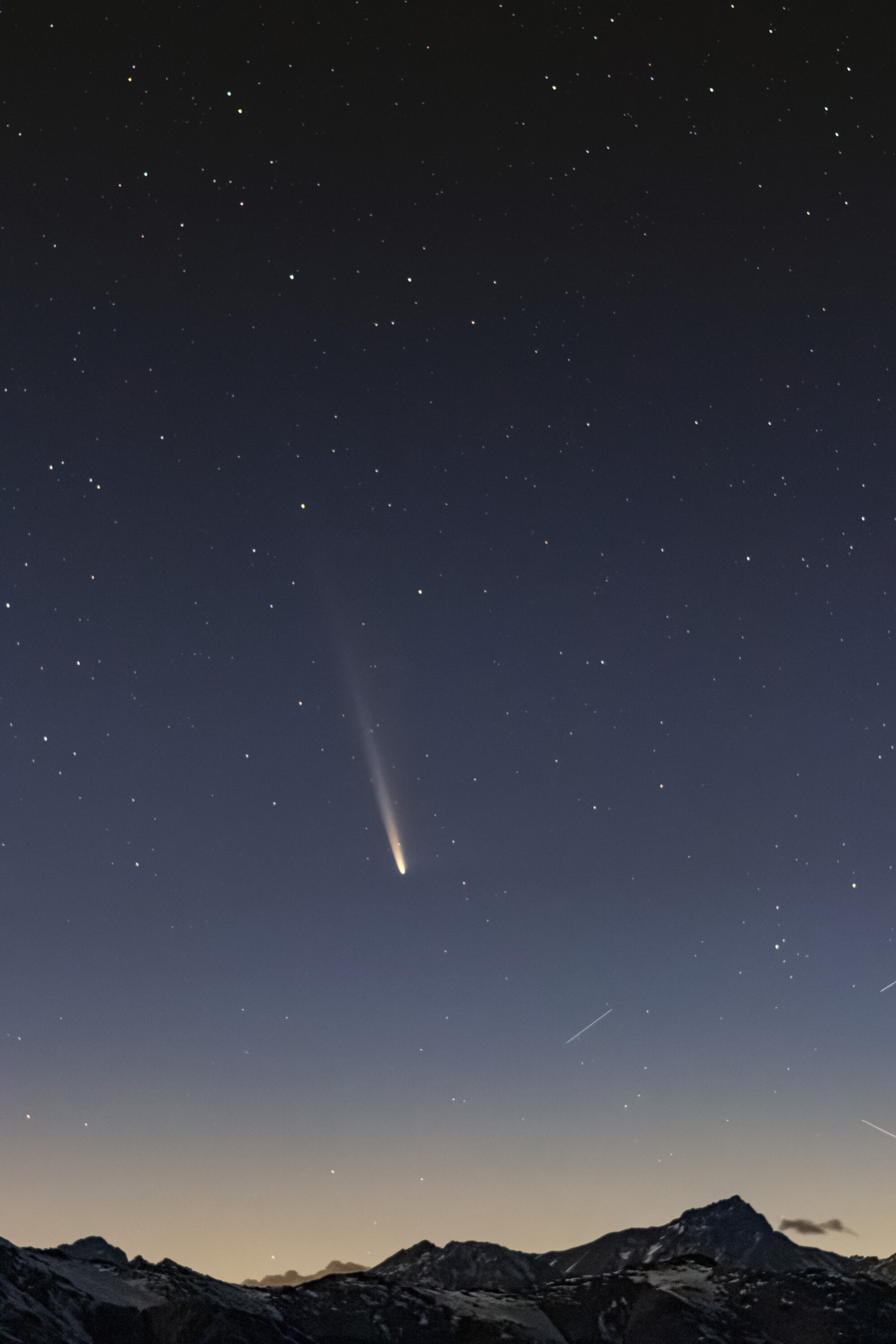
Il 25 Settembre alle 05:24 dal Cile
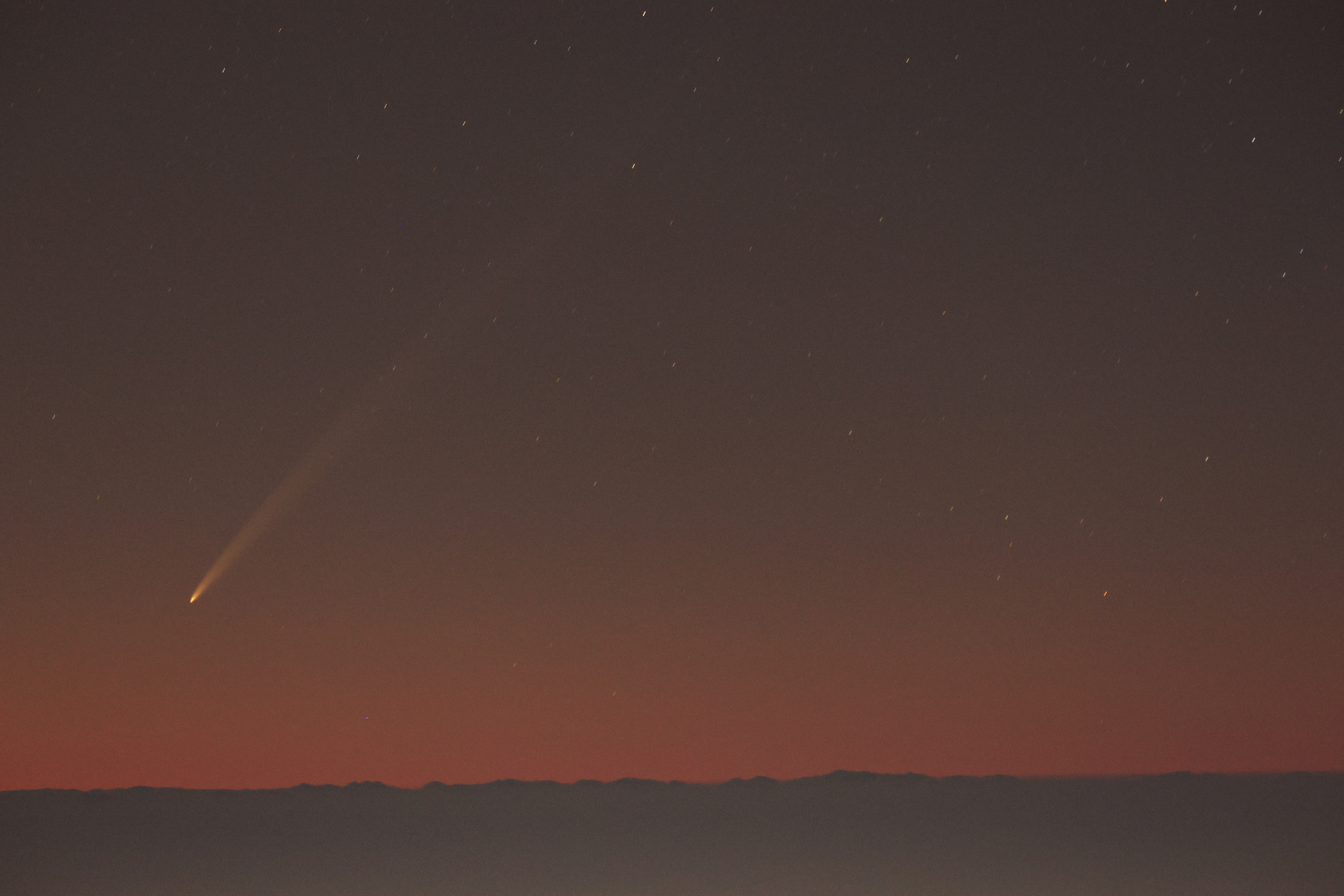
Il 28 Settembre alle 06:39 da Gran Canaria, Spagna
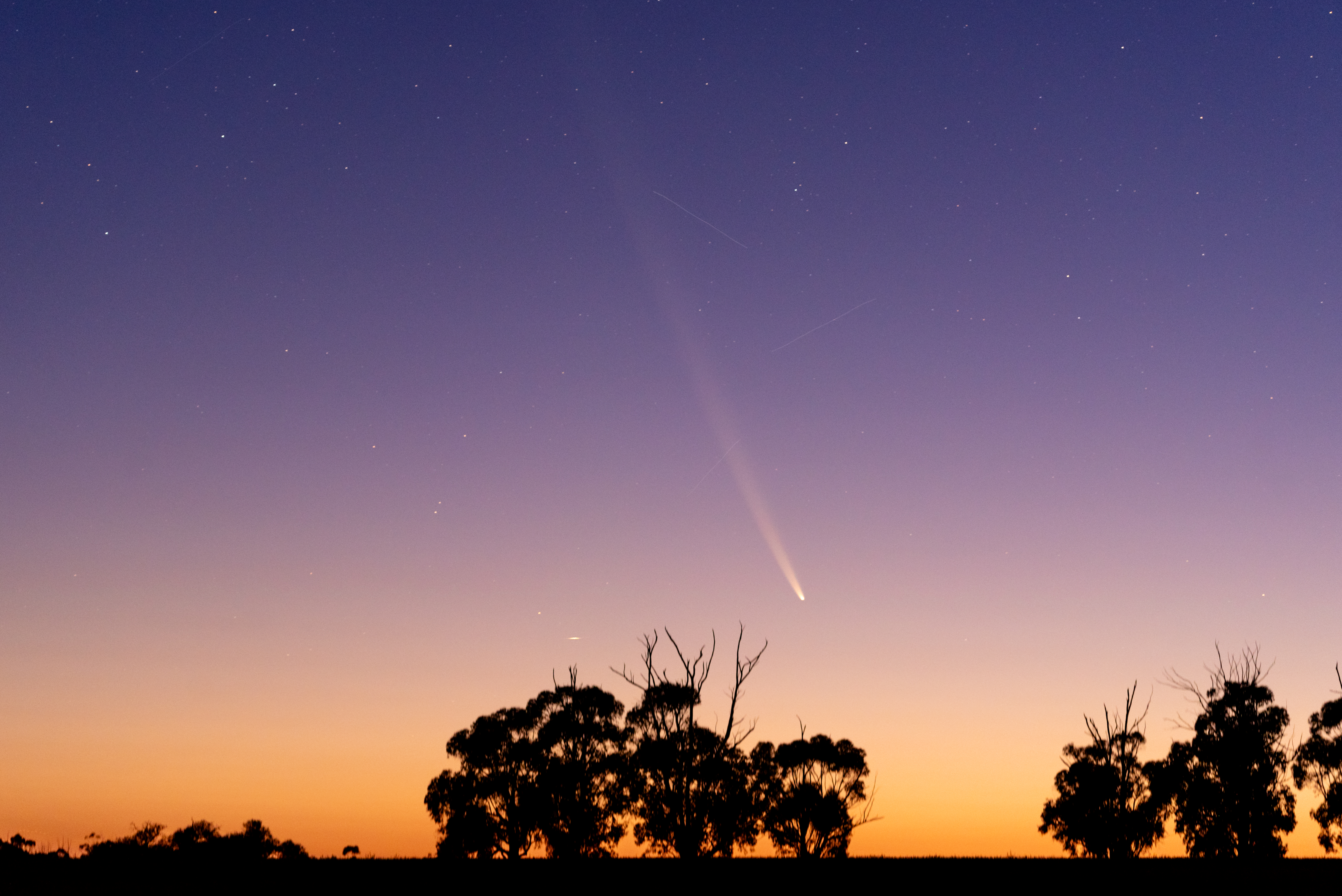
Il 2 Ottobre alle 05:00 dallo stato di Victoria, Australia
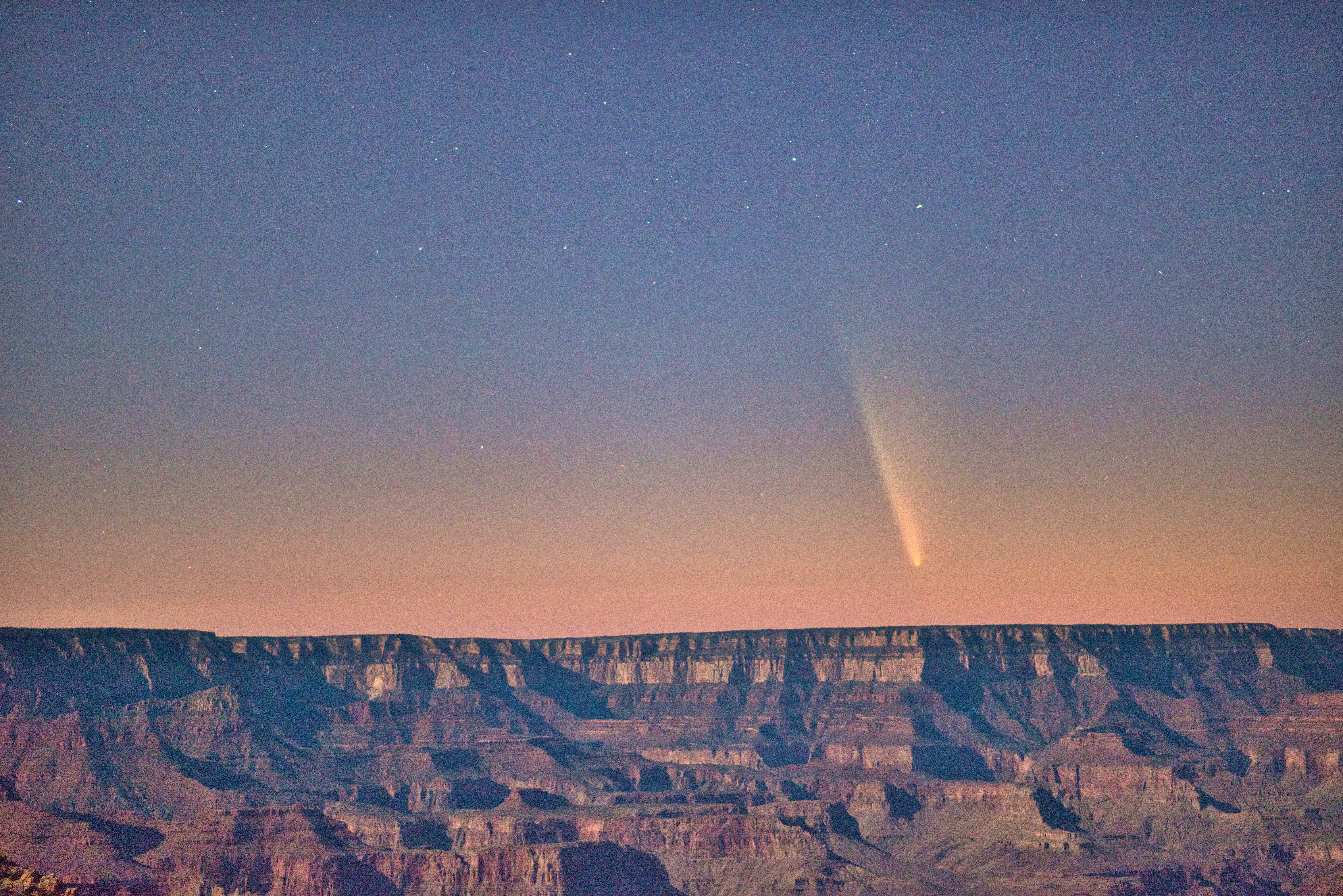
Il 12 Ottobre alle 20:11 sopra al Grand Canyon
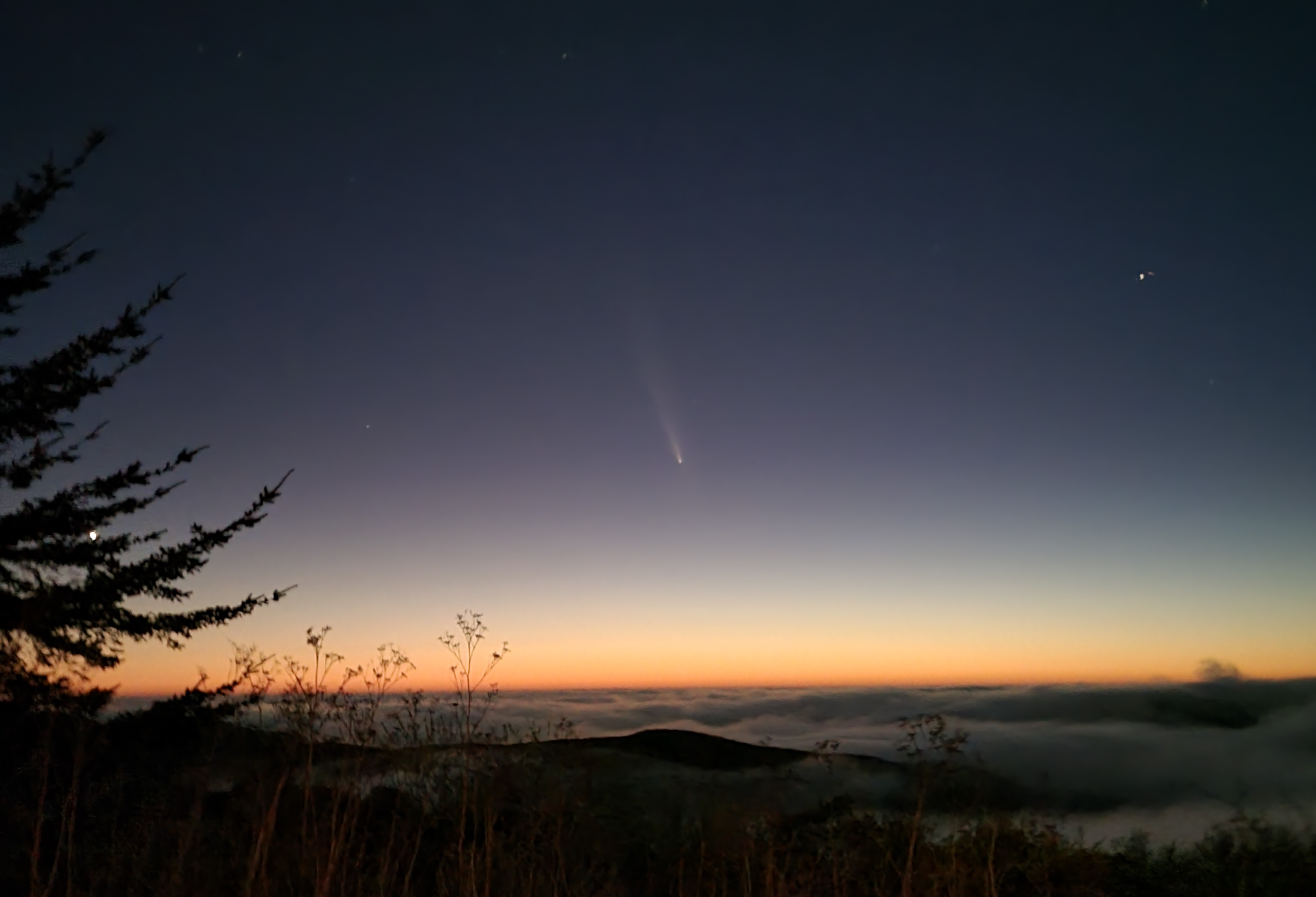
Il 13 Ottobre alle 19:31 sulle montagne di Santa Cruz sopra Pacifica, California
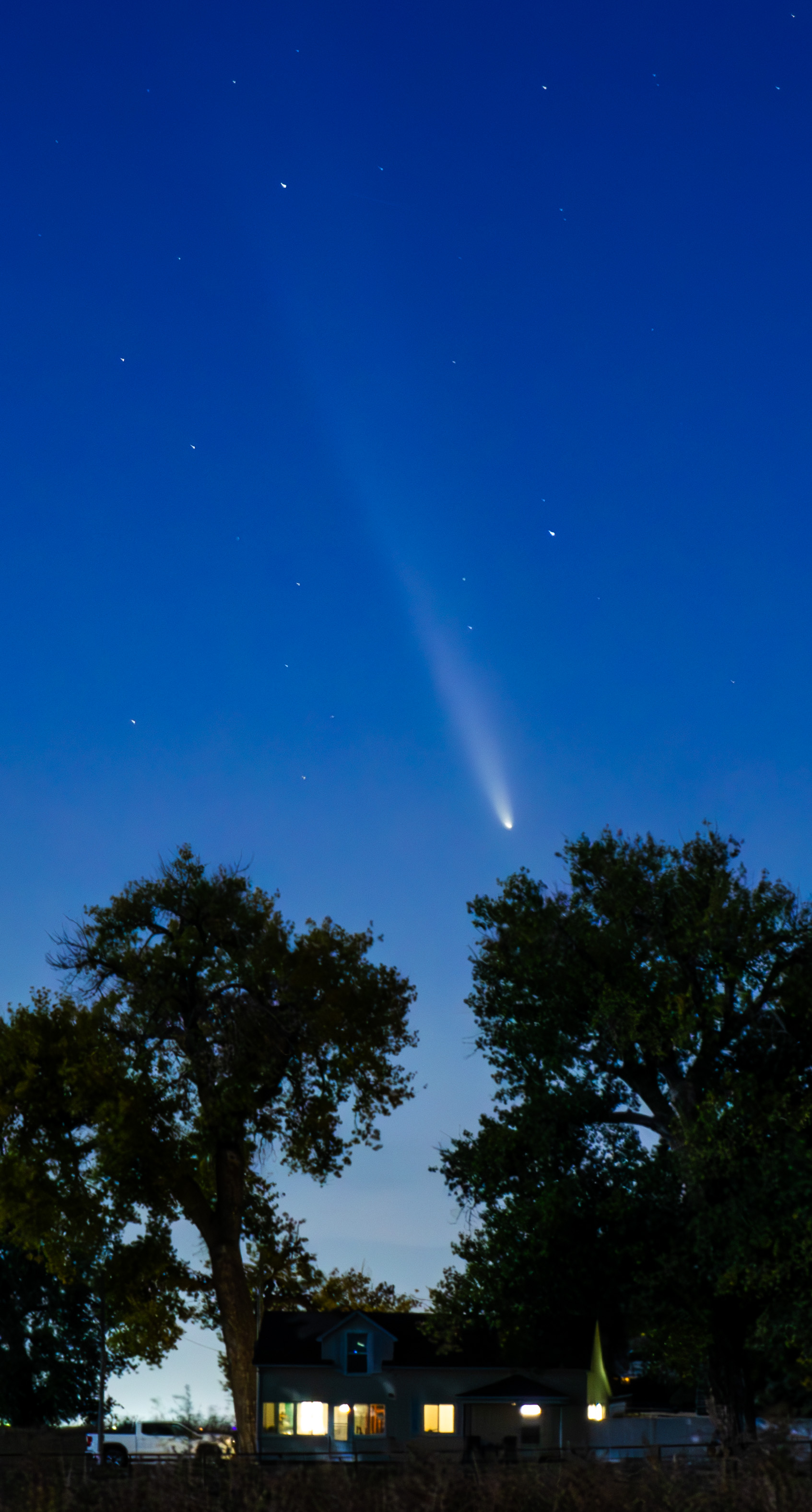
Il 13 Ottobre alle 19:32 da Greeley, Colorado
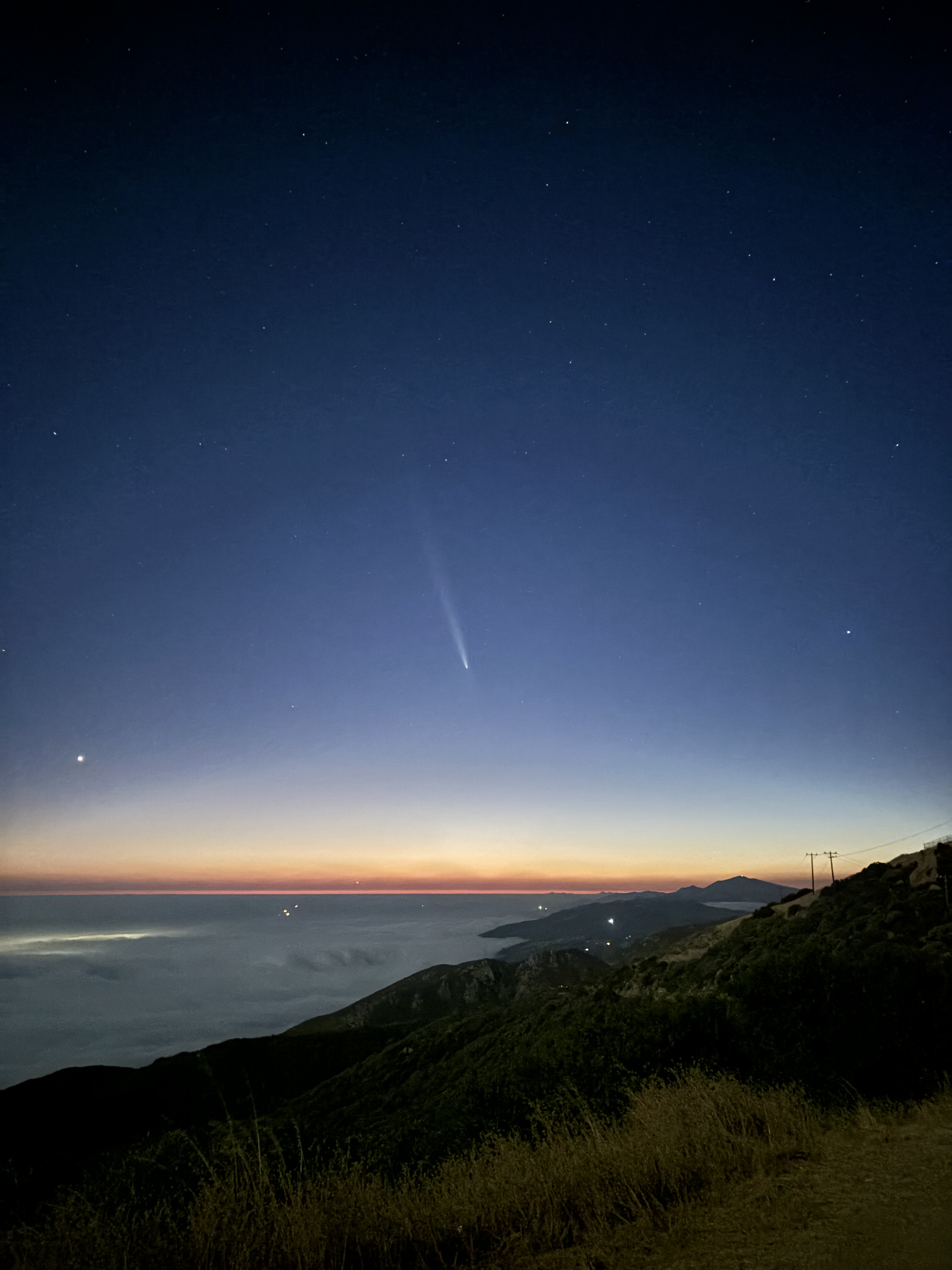
Il 14 Ottobre alle 19:25 da Santa Barbara (California)
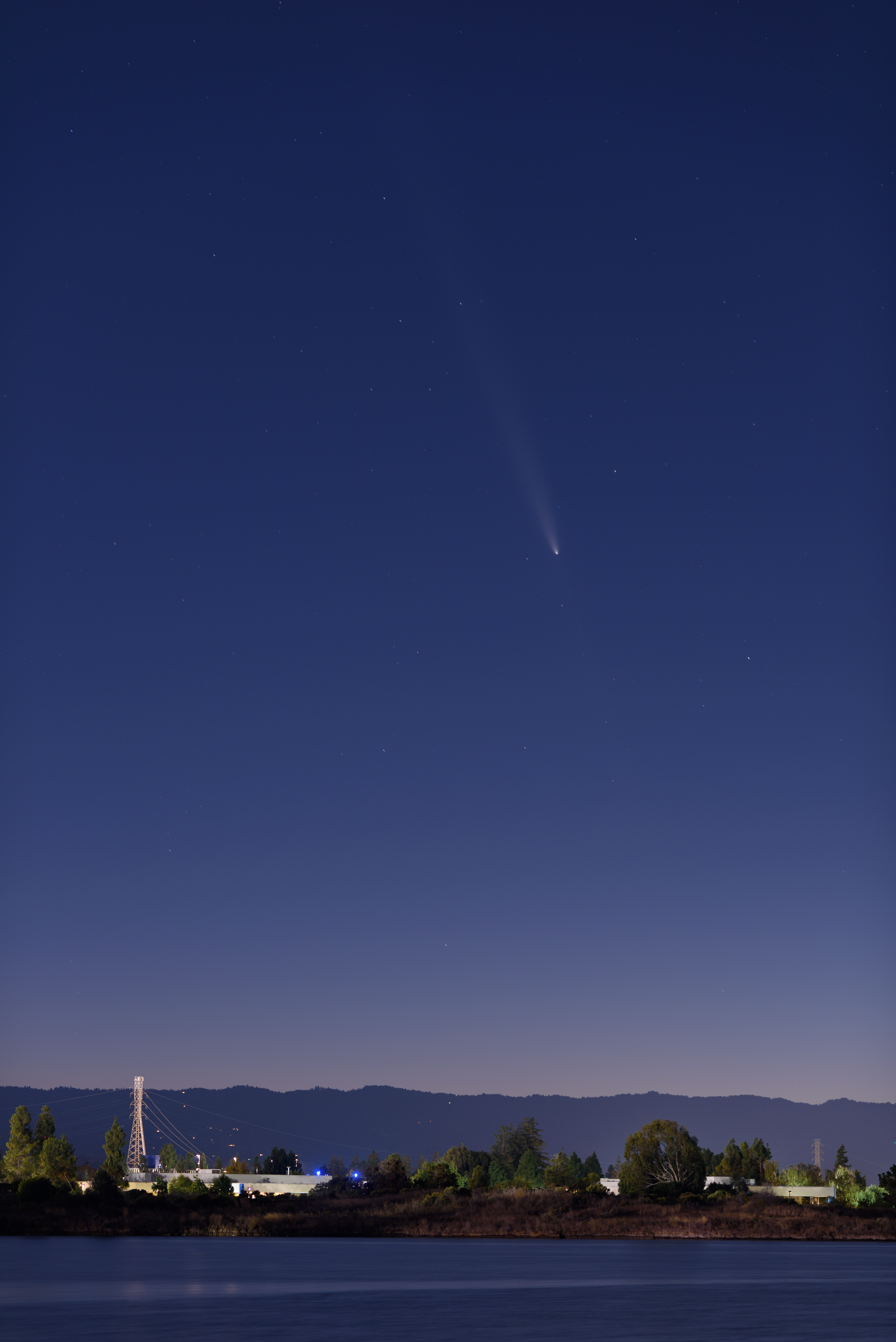
Il 14 Ottobre alle 19:35 da Mountain View, California
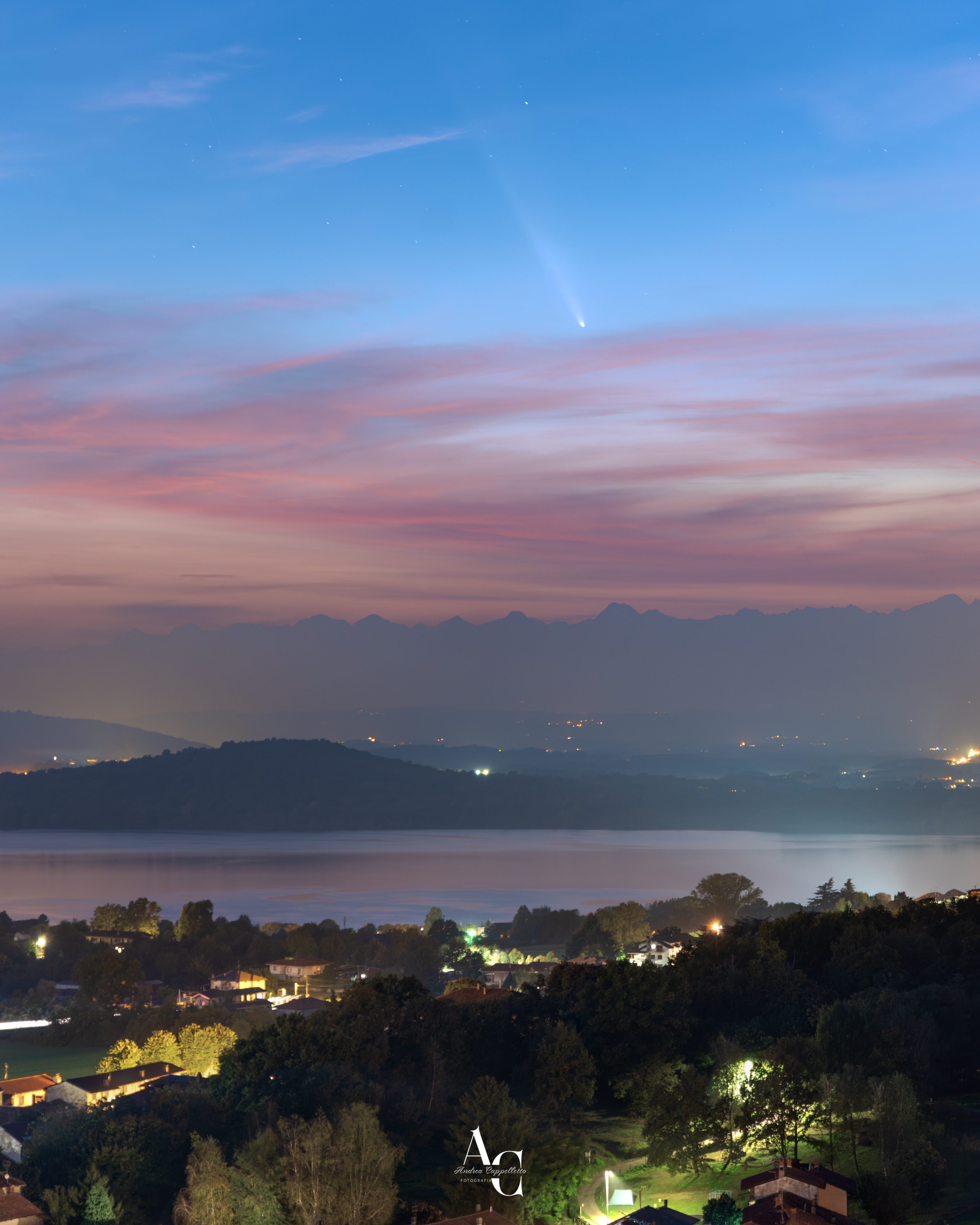
Il 13 Ottobre alle 19:38 CEST da Roppolo, Italia
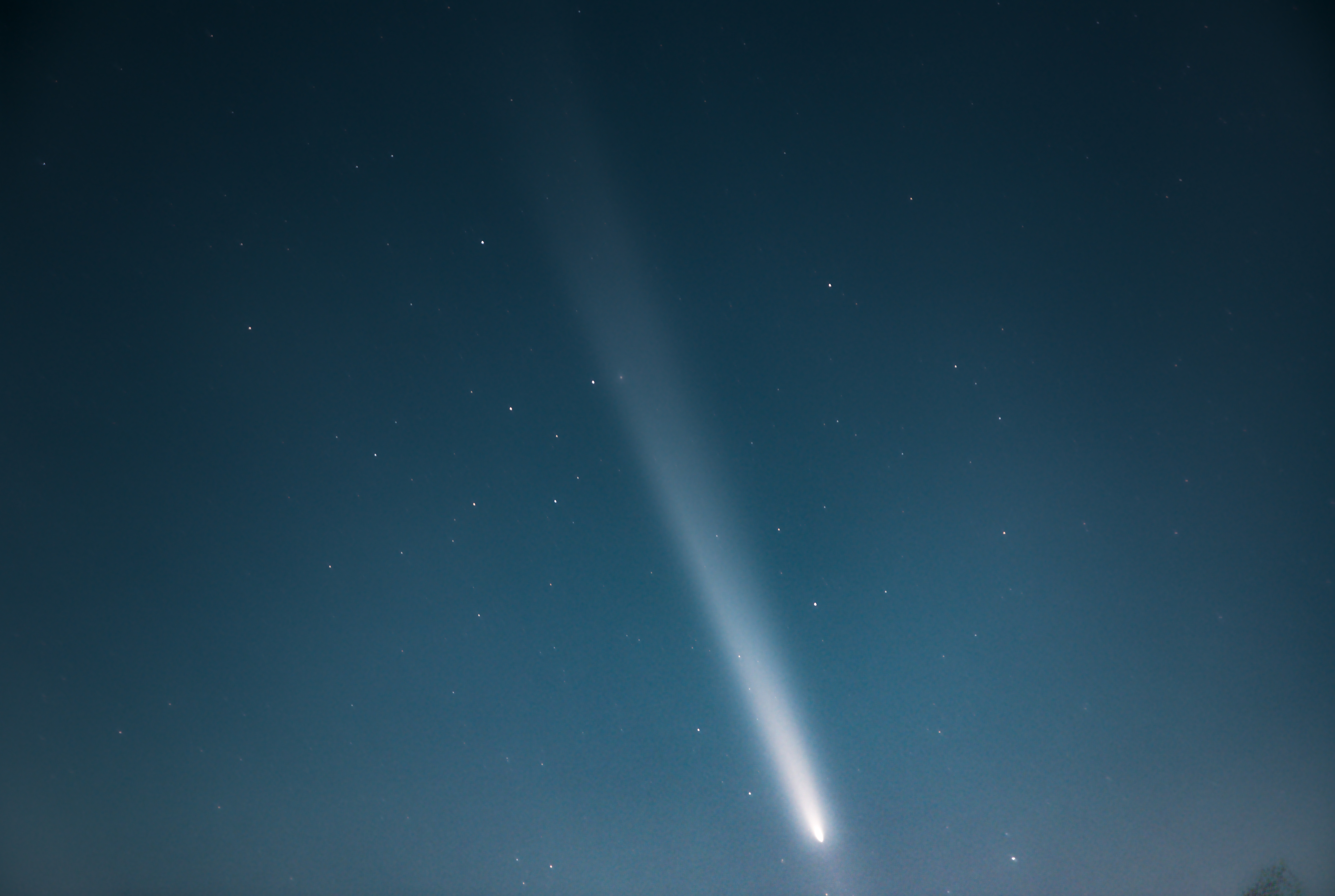
Il 14 Ottobre 2024 da Serramanna, Italia
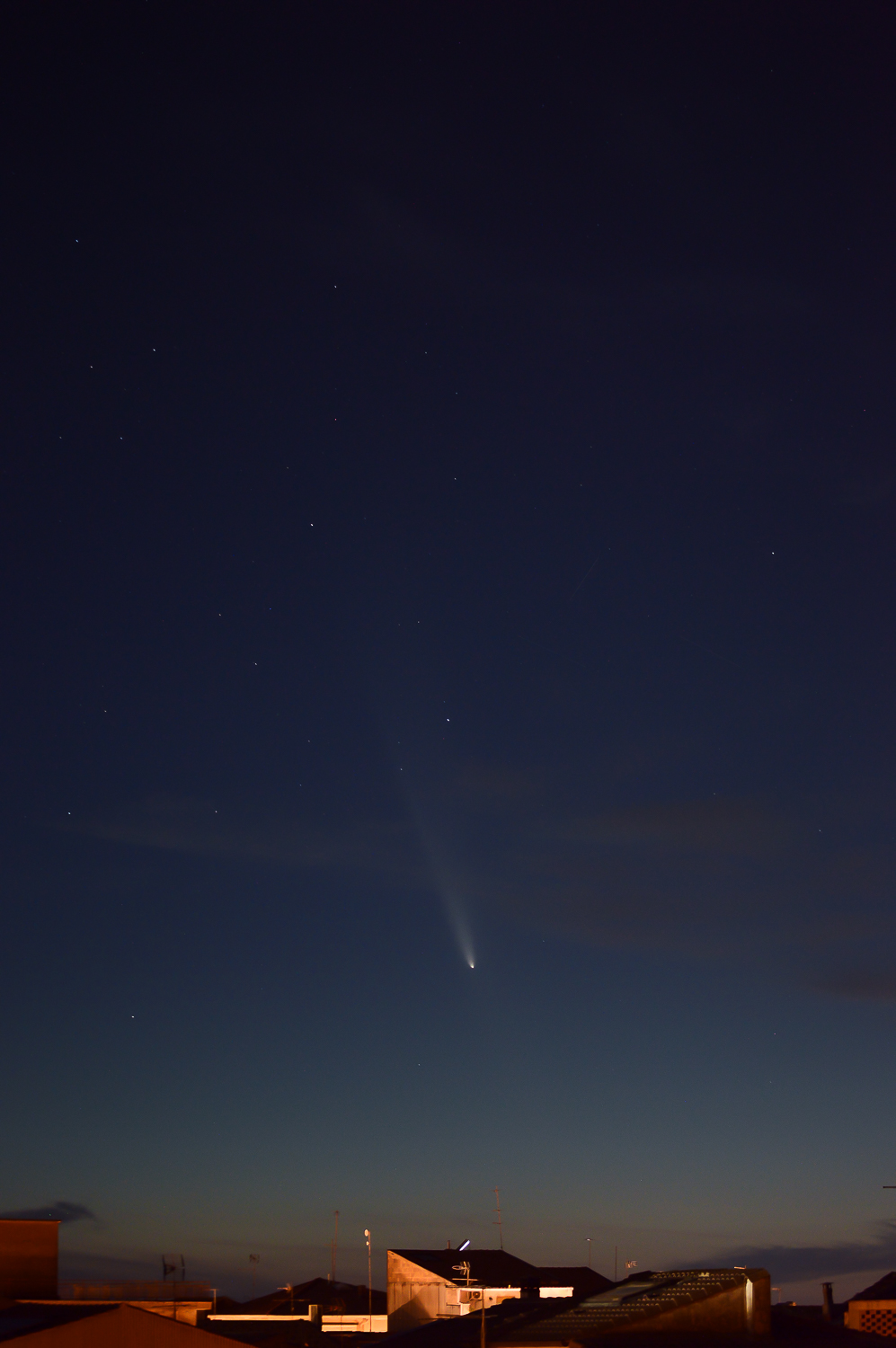
La cometa Tsuchinshan-ATLAS tramonta sui cieli di Grammichele in Sicilia il 13 ottobre 2024.
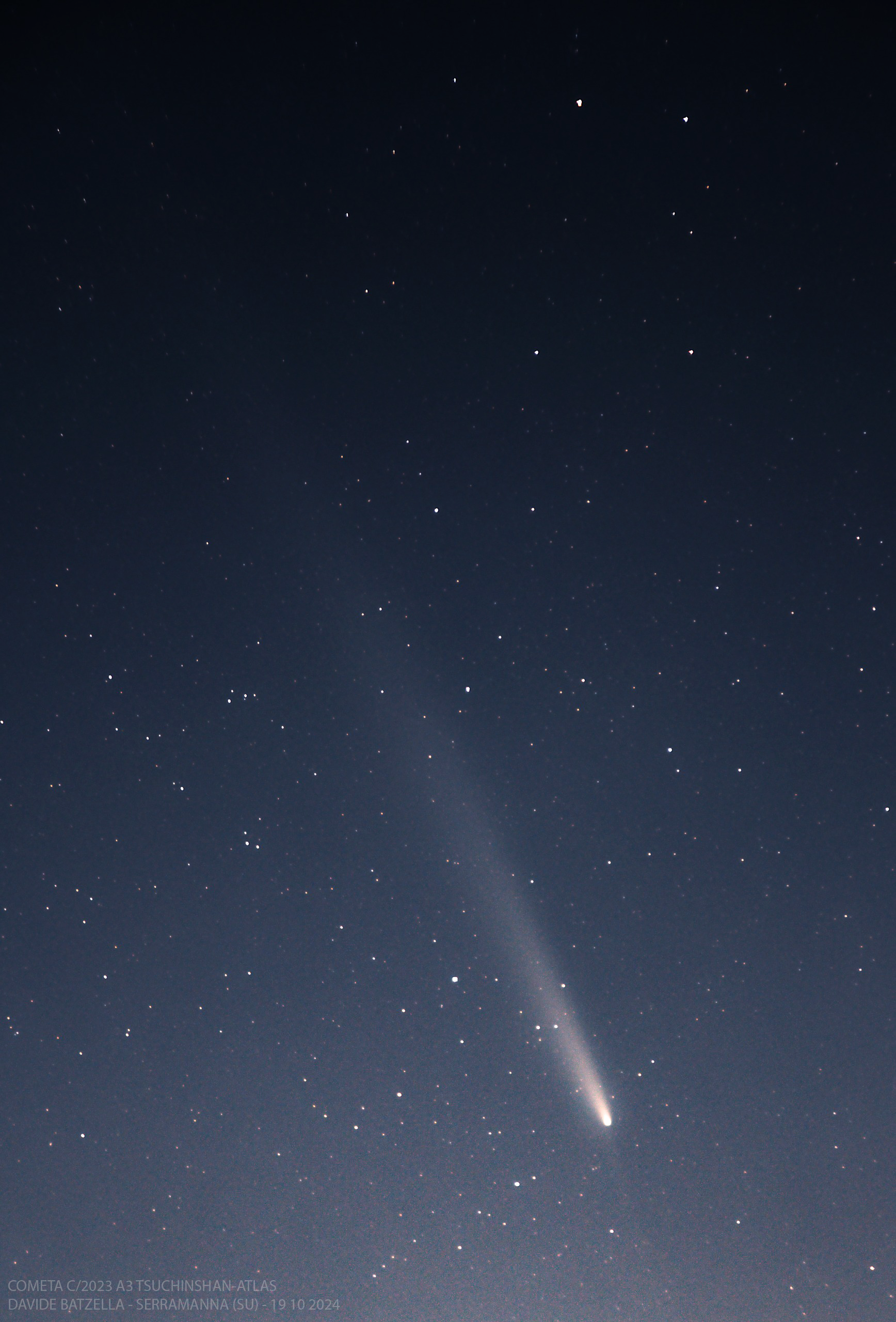
Il 19 ottobre 2024 da Serramanna, in fase di allontanamento dalla Terra.
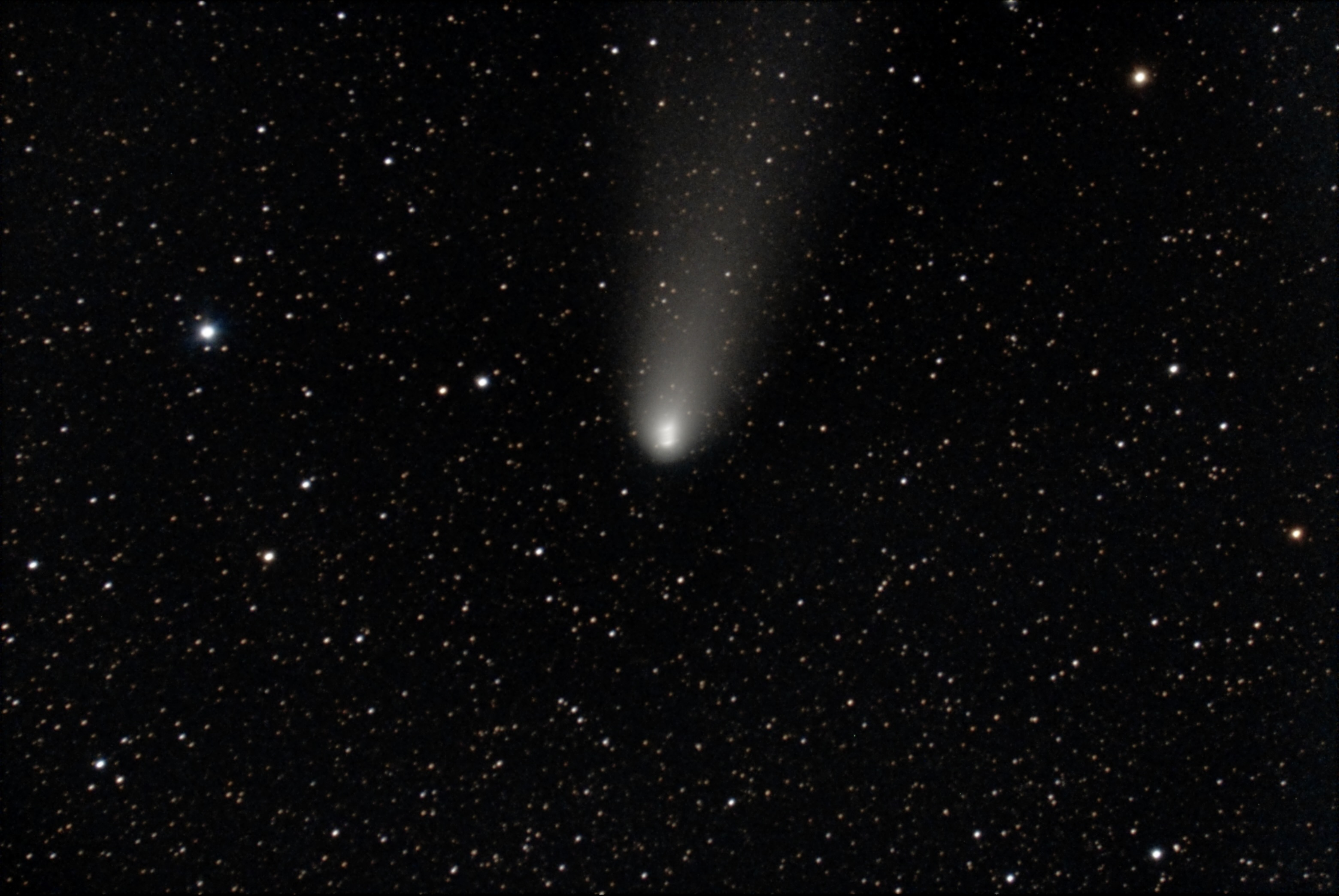